# Dee Bradley Baker
Dee Bradley Baker, född 31 augusti 1962 i Bloomington, Indiana, är en amerikansk röstskådespelare och tv-programannonsör som har arbetat i ett stort antal filmer och tv-serier, både live-action och animerade. Hans stora röstroller inkluderar animerade serier som American Dad!, Gravity Falls, Phineas och Ferb och The 7D, live-action-serier som Legends of the Hidden Temple och Shop 'til you drop, filmer som The Boxtrolls och datorspel som Halo, Gears of War, Viewtiful Joe och Spore.
Han föddes i Bloomington, Indiana men växte upp i Greeley, Colorado.

## Filmografi

### Live action-roller
| År        | Titel                        | Roll               | Noter                                | Källa               |
| --------- | ---------------------------- | ------------------ | ------------------------------------ | ------------------- |
| 1993–95   | Legends of the Hidden Temple | Olmec              | Även annonsör                        | [ 4 ] [ 5 ]         |
| 1995      | Dick Dietrick show           | Grand              | Avsnitt: "The Unwed Mothers Show"    | [ 6 ]               |
| 1997–2000 | The Journey of Allen Strange | Phil Berg          |                                      | [ 7 ]               |
| 1999–2003 | Shop 'til You Drop           | Announcer, Co-Host | Visades på Pax Network               | [ 9 ] [ 10 ] [ 11 ] |
| 1999      | G vs E                       | C. Arthur Troust   | Avsnitt: "Cliffhanger"               | [ 12 ]              |
| 2010      | Big Time Rush                | Mr. Smitty         | Avsnitt: "Big Time School of Rocque" | [ 13 ]              |
| 2013      | I Know That Voice            | Sig själv          | Dokumentärfilm om röstskådespeleri   | [ 14 ]              |

### Röstroller inom animerade tv-serier
| År         | Titel                                             | Roll | Noter | Källa                           |
| ---------- | ------------------------------------------------- | --- | --- | ------------------------------- |
| 1995       | Timon och Pumbaa                                  | Paperboy | Avsnitt. "How to Beat the High Costa Rica/Swiss Missed"                                                                                         | [ 15 ]                          |
| 1997       | The Real Adventures of Jonny Quest                | Dr. Vedder, Williams | Avsnitt. "Future Rage", "The Edge of Yesterday"                                                                                                 | [ 16 ]                          |
| 1997–99    | Ko och Kyckling                                   | Dad, Olika röstroller | Första stora röstroll i Los Angeles | [ 17 ] [ 18 ] [ 19 ]            |
| 1997–2004  | Johnny Bravo                                      | Olika röstroller | | [ 20 ] [ 21 ]                   |
| 1997–99    | I Am Weasel                                       | Jolly Roger, Cow & Chicken's Dad, Olika röstroller                                                                        | | [ 22 ]                          |
| 1997–2003  | Dexters laboratorium                              | Olika röstroller | | [ 23 ]                          |
| 1997       | Extreme Ghostbusters                              | Olika röstroller | Avsnitt. "Ghost in the Machine", "Fear Itself"                                                                                                  | [ 13 ]                          |
| 1997       | Spider-Man                                        | Keene Marlow / Destroyer (som ung)                                                                                        | Avsnitt. "Six Forgotten Warriors Chapter 3: Secrets of the Six"                                                                                 | [ 24 ]                          |
| 1997–98    | Lilla Djungelboken                                | Bagheera | Säsong 2 | [ 25 ]                          |
| 1997       | Rugrats                                           | Mr. Turkey | Avsnitt. "The Turkey Who Came to Dinner" |                                 |
| 1997-1999  | Busiga bävrar                                     | Announcer, Gary the Mongoose, Squirrel, Weatherman                                                                        | Avsnitt. "Beach Beavers a-Go-Go / Deranged Ranger", "Daggy Dearest / Dag's List"                                                                | [ 18 ]                          |
| 1998       | The Lionhearts                                    | Olika röstroller | |                                 |
| 1998       | Zoomates                                          | Zookeeper, Vendor, Guy #2                                                                                                 | Kortfilm för Oh Yeah! Cartoons |                                 |
| 1998–2000  | Den vilda familjen Thornberry                     | Various animals | | [ 18 ]                          |
| 1999–2005  | Powerpuffpinglorna                                | Olika röstroller | | [ 26 ]                          |
| 1999–2000  | Mike, Lu & Og                                     | Og | | [ 27 ] [ 28 ]                   |
| 1999–2000  | Men in Black: The Series                          | Olika röstroller | Avsnitt. "The Star System Syndrome", "The I Want My Mummy Syndrome"                                                                             |                                 |
| 1999–2013  | Svampbob Fyrkant                                  | Squilliam Fancyson, Bubble Bass, Olika röstroller                                                                         | | [ 18 ] [ 29 ]                   |
| 2000–01    | Gotham Girls                                      | Olika röstroller | |                                 |
| 2000–03    | Gingers dagbok                                    | Mr. Licorice, Mr. Higsby, Emcee                                                                                           | | [ 30 ]                          |
| 2000–03    | Harvey Birdman, Attorney at Law                   | Jonny Quest, Lizardman, Avenger Forensic Pathologist, Foreman, Lizardman                                                  | Avsnitt. "Bannon Custody Battle" Deadomutt, Part 2"                                                                                             | [ 18 ]                          |
| 2001–11    | Fairly Odd Parents                                | Elmer, Sanjay, Binky, Olika röstroller                                                                                    | Även The Jimmy Timmy Power Hour | [ 18 ] [ 31 ]                   |
| 2001       | Tidspatrullen                                     | Local 2 | Avsnitt. 1 |                                 |
| 2001       | The Zeta Project                                  | Dante | Avsnitt. "Kid Genius" | [ 18 ]                          |
| 2001–07    | Grymma sagor med Billy & Mandy (även Grim & Evil) | Mandys pappa, Olika röstroller                                                                                            | | [ 18 ] [ 32 ]                   |
| 2001       | What's with Andy?                                 | Al Larkin, Jervis Coltrane, Martin Bonwick                                                                                | Endast säsong 1, Al Larkin listad som Dad | [ 33 ]                          |
| 2001       | Jason and the Heroes of Mount Olympus             | Pan, Olika röstroller | | [ 34 ]                          |
| 2002–05    | Totally Spies                                     | Lumiere, Willard, Wolves, Olika röstroller                                                                                | | [ 35 ]                          |
| 2002–04    | Samurai Jack                                      | Olika röstroller | | [ 36 ]                          |
| 2002       | Jackie Chan Adventures                            | Kiang Chi, Lam's Assistant                                                                                                | Avsnitt. "The Chi of the Vampire" | [ 37 ]                          |
| 2002–03    | Whatever Happened to Robot Jones?                 | Mr. Rucoat, Olika röstroller                                                                                              | | [ 38 ]                          |
| 2002–03    | Poochini's Yard                                   | Billy White, Knucklehead, Bunk                                                                                            | | [ 39 ]                          |
| 2002–05    | What's New, Scooby-Doo?                           | Olika röstroller | | [ 40 ] [ 41 ]                   |
| 2002–05    | Justice League                                    | Olika röstroller | | [ 18 ]                          |
| 2002–08    | Kodnamn Grannungarna                              | Numbuh 4 / Wallabee Beatles, Toiletnator, Olika röstroller                                                                | | [ 42 ] [ 43 ] [ 44 ]            |
| 2002       | Invader Zim                                       | Cutest Little Kid, Guy in Crowd, Santa Gerg                                                                               | Avsnitt. "The Most Horrible X-Mas Ever" | [ 18 ]                          |
| 2003       | Static Shock                                      | Monster | Avsnitt. "The Usual Suspect" | [ 18 ]                          |
| 2003       | Stuart Little                                     | Olika röstroller | | [ 45 ]                          |
| 2003–04    | Stripperella                                      | Ozzy, Baby, Businessman                                                                                                   | | [ 18 ]                          |
| 2003       | Free for All                                      | Angus | | [ 46 ]                          |
| 2003–06    | Teen Titans                                       | Cinderblock, Plasmus, Silkie, Gnarrk, Olika röstroller                                                                    | | [ 18 ] [ 47 ]                   |
| 2003–04    | Duck Dodgers                                      | Alien Hunter, Phantom Shadow, Attack droids, Captain Richards                                                             | | [ 48 ]                          |
| 2003–05    | Lilo & Stitch                                     | David Kawena, Mewrin, Olika röstroller                                                                                    | | [ 49 ]                          |
| 2003       | Dora utforskaren                                  | Djurröster | | [ 50 ]                          |
| 2004–07    | Danne Fantom                                      | Prins Aragon, Mikey, Agent K, Thrash, Wulf                                                                                | | [ 18 ]                          |
| 2004       | Megas XLR                                         | Olika röstroller | | [ 18 ]                          |
| 2004       | ChalkZone                                         | Olika röstroller | | [ 51 ]                          |
| 2004–08    | Higglytown Heroes                                 | Uncle Zooter, Pizza Guy, Egg Farmer Hero                                                                                  | | [ 52 ]                          |
| 2004–06    | Super Robot Monkey Team Hyperforce Go!            | Dr. Maezono | | [ 53 ]                          |
| 2004       | Evil Con Carne                                    | Alien, Condor, Native #2                                                                                                  | Avsnitt. "No No Nanuk / Teenage Idol" |                                 |
| 2004–06    | W.I.T.C.H.                                        | Martin Tubbs, Cedric, Frost the Hunter, Khor the Destroyer                                                                | | [ 54 ]                          |
| 2005–08    | Avatar: Legenden om Aang                          | Appa, Momo | | [ 55 ] [ 56 ]                   |
| 2005–07    | American Dragon: Jake Long                        | Olika röstroller | | [ 57 ]                          |
| 2005–idag  | American Dad!                                     | Klaus Heissler, Olika röstroller                                                                                          | | [ 56 ] [ 58 ] [ 59 ] [ 60 ]     |
| 2005–06    | The Life and Times of Juniper Lee                 | Olika röstroller | | [ 61 ] [ 62 ]                   |
| 2005       | All Grown Up!                                     | Olika röstroller | Avsnitt. "Dude, Where's My Horse?" | [ 63 ]                          |
| 2005       | Loonatics Unleashed                               | Otto the Odd, Reporter | Avsnitt. "The World is My Circus", "The Hunter"                                                                                                 | [ 64 ] [ 65 ]                   |
| 2005       | The X's                                           | Rex, Olika röstroller | |                                 |
| 2005       | Ben 10                                            | Stinkfly, Wildmutt | | [ 66 ] [ 67 ]                   |
| 2005       | Det surrar om Maggie                              | Mort, Little Boy | |                                 |
| 2005       | Bystan                                            | German Fighter Pilot | | [ 68 ]                          |
| 2006       | Musses klubbhus                                   | Boo Boo Chicken | | [ 69 ]                          |
| 2006       | Ersättarna                                        | Ace Palmero, Prince Cinnamon Boots, Herr Doofentänzer, Johnny Hitswell, Zephremiah & Silent Joe, Goober, Olika röstroller | |                                 |
| 2006       | Händige Manny                                     | Turner | | [ 70 ]                          |
| 2006       | Nicke Nyfiken                                     | Gnocchi, Prof. Pizza, Juicy Jay, Olika röstroller                                                                         | | [ 71 ] [ 72 ] [ 73 ]            |
| 2007       | Mina vänner Tiger och Puh                         | Buster, Woodpecker | | [ 74 ] [ 75 ] [ 76 ]            |
| 2007       | Kejsarens nya skola                               | Olika röstroller | Avsnitt. "Cool Summer/Prisoner of Kuzcoban" | [ 77 ]                          |
| 2007–15    | Phineas & Ferb                                    | Perry | Perry var nominerad för Kids' Choice Award for Best Animal Sidekick, 2014                                                                       | [ 56 ] [ 78 ] [ 79 ]            |
| 2007–09    | Bondgården                                        | Bigfoot, Ryan Earcrust, Announcer, Olika röstroller                                                                       | | [ 18 ]                          |
| 2008–09    | The Spectacular Spider-Man                        | Dr. Curt Connors / The Lizard, Homuncull                                                                                  | | [ 80 ]                          |
| 2008–11    | The Mighty B!                                     | Happy | | [ 81 ] [ 82 ] [ 83 ]            |
| 2008–09    | Spaceballs: The Animated Series                   | Dark Helmet | | [ 84 ]                          |
| 2008       | Chowder                                           | Rat, Hat Customer, Customer #2                                                                                            | Avsnitt. "The Thousand Pound Cake/The Rat Sandwich"                                                                                             |                                 |
| 2008–10    | Ben 10: Alien Force                               | Olika röstroller | | [ 18 ] [ 67 ]                   |
| 2008–13    | Star Wars: The Clone Wars                         | Clone Troopers, Captain Rex, Commander Cody                                                                               | Nominerad–Annie Award for Voice Acting in a Television Production, 39th Annie Awards                                                            | [ 56 ] [ 75 ] [ 85 ] [ 86 ]     |
| 2008       | Making Fiends                                     | Pony | Avsnitt. "Pony" |                                 |
| 2008–11    | Batman: Den tappre och modige                     | Clock King, Etrigan / Jason Blood, Brain, Ace the Bat-Hound, Olika röstroller                                             | | [ 18 ]                          |
| 2008–09    | Random! Cartoons                                  | Olika röstroller | | [ 18 ] [ 87 ] [ 88 ]            |
| 2009       | Flapjack                                          | Cat, Fish Head Monster #1, Fish Head Monster #3, Monkey                                                                   | Avsnitt. "Fish Heads", "Dear Diary" | [ 89 ]                          |
| 2009–10    | The Secret Saturdays                              | Honey Island Swamp Monster, Georgia Pig Man, Xing Xing, Bunyips                                                           | Avsnitt. "Ghost in the Machine", "War of the Cryptids"                                                                                          |                                 |
| 2009       | The Goode Family                                  | Che, Dr. Albright, Gutterball                                                                                             | |                                 |
| 2009–12    | Pingvinerna från Madagaskar                       | Wild Marlene, Jiggles, Olika röstroller                                                                                   | | [ 18 ]                          |
| 2009–10    | Djungelhjul                                       | Lance | | [ 18 ]                          |
| 2009–10    | Fanboy och Chum Chum                              | Meta-Tech, Scampers, Precious, Olika röstroller                                                                           | | [ 90 ]                          |
| 2010–13    | Scooby Doo! Mysteriegänget                        | Olika röstroller | | [ 91 ] [ 92 ] [ 93 ]            |
| 2010–18    | Äventyrsdags                                      | Cinnamon Bun, Mr. Cupcake, Chet, Olika röstroller                                                                         | | [ 18 ]                          |
| 2010–12    | Ben 10: Ultimate Alien                            | Various aliens | | [ 18 ] [ 94 ]                   |
| 2010–11    | Generator Rex                                     | Olika röstroller | | [ 95 ]                          |
| 2010–11    | The Super Hero Squad Show                         | Annihilus, Devil Dinosaur                                                                                                 | Avsnitt. "Double Negation at the World's End!", "The Devil Dinosaur You Say! (Six Against Infinity, Part 4)"                                    | [ 18 ]                          |
| 2010–11    | Take Two with Phineas and Ferb                    | Perry the Platypus | Avsnitt. "Seth Rogen" | [ 96 ]                          |
| 2011–16    | Jake och piraterna i Landet Ingenstans            | Tick-Tock the Crocodile, djurfigurer                                                                                      | | [ 18 ]                          |
| 2011       | Hero Factory                                      | Firelord Fangz, Scorpio                                                                                                   | Avsnitt. "Ordeal of Fire" Avsnitt. "Savage Planet"                                                                                              | [ 18 ]                          |
| 2000, 2011 | Family Guy                                        | Klaus Heissler som Admiral Ackbar Olika röstroller                                                                        | Avsnitt. "It's a Trap!" | [ 97 ]                          |
| 2011       | The Looney Tunes Show                             | Colonel Frankenheimer | Avsnitt. "Eligible Bachelors" | [ 98 ]                          |
| 2011–12    | Thundercats                                       | Slythe, Ro-Bear-Bill, Olika röstroller                                                                                    | | [ 18 ]                          |
| 2011–13    | Young Justice                                     | Wolf, Monsieur Mallah, Mr. Tawny, Desaad, Felix Faust, Hal Jordan, Teekl, Ultra-Humanite, Olika röstroller                | | [ 18 ]                          |
| 2011       | Gröna lyktan                                      | Larfleeze | | [ 18 ]                          |
| 2011       | New Teen Titans                                   | Silkie | | [ 18 ]                          |
| 2012       | Secret Mountain Fort Awesome                      | Olika röstroller | Avsnitt. "Dingle Come Home" | [ 99 ]                          |
| 2012       | The Avengers: världens mäktigaste hjältar         | Mister Fantastic/Reed Richards                                                                                            | | [ 18 ]                          |
| 2012–14    | The Legend of Korra                               | Pabu, Naga, Tarrlok, Olika röstroller                                                                                     | Nominerad–BTVA Voice Acting Award for Best Male Vocal Performance in a Television Series in a Supporting Role-Action/Drama, 2012                | [ 56 ] [ 100 ]                  |
| 2012–13    | Kaijudo                                           | Master Jaha, Artie Underhill, Gargle, Brutelus, Razorhide, Olika röstroller                                               | Nominerad–BTVA Voice Acting Award for Best Male Vocal Performance in a Television Series in a Supporting Role – Action/Drama, 2013, Master Jaha | [ 101 ] [ 102 ] [ 103 ] [ 104 ] |
| 2012–16    | Gravity Falls                                     | Waddles | Waddles var nominerad för Kids' Choice Award for Best Animal Sidekick, 2014                                                                     | [ 18 ]                          |
| 2012–13    | Ultimate Spider-Man                               | Sandman / Flint Marko The Lizard / Dr. Curt Connors Carnage                                                               | Avsnitt. "Snow Day" Flera avsnitt i säsong 2 Avsnitt. "Carnage"                                                                                 | [ 105 ] [ 106 ] [ 107 ]         |
| 2012–15    | Randy Cunningham: 9th Grade Ninja                 | Julian, The Sorcerer's Rat                                                                                                | | [ 18 ]                          |
| 2012–14    | Ben 10 Omniverse                                  | Olika röstroller | | [ 108 ] [ 109 ]                 |
| 2013–14    | Monsters vs. Aliens                               | Zombie Moon Ape, Pineapple, Man in Movie, Drools, Kitten, Senator Chimp Announcer, Chimp, Cop                             | | [ 18 ]                          |
| 2013       | Bravoman: Super-Unequaled Hero of Excellence      | Dr. Bomb, Anti-Bravoman, Olika röstroller                                                                                 | Webbserie | [ 110 ]                         |
| 2013       | Beware the Batman                                 | Mutant Ninjas 1 & 2 | Avsnitt. "Sacrifice" | [ 18 ]                          |
| 2013–14    | Hulk och agenterna K.R.O.S.S.A.                   | Wendigo, Wendigo King, Brute Monster, Mamma Monster                                                                       | Avsnitt. "Wendigo Apocalypse", "The Hunted" | [ 18 ]                          |
| 2013–idag  | Steven Universe                                   | Lion, Centipeetle Mother, Olika röstroller                                                                                | | [ 18 ]                          |
| 2013       | Lego Marvel Super Heroes: Maximum Overload        | Venom, Chitauri | Webbserie | [ 18 ]                          |
| 2013       | Farbror Farfar                                    | Adam | Avsnitt. "Brain Game" |                                 |
| 2014       | Transformers: Rescue Bots                         | Buster, Poopsie, Wi-Fido                                                                                                  | Avsnitt. "Rescue Dog" | [ 18 ]                          |
| 2014       | The 7D                                            | Dopey, Squire Peckington, Giselle                                                                                         | | [ 111 ] [ 112 ]                 |
| 2014       | Hot in Cleveland                                  | George Clooney the Dog & Man                                                                                              | Avsnitt. "The Animated Episode" | [ 18 ] [ 113 ]                  |
| 2014       | Blaze and the Monster Machines                    | | | [ 114 ]                         |
| 2014–2018  | Star Wars Rebels                                  | Ephraim Bridger, Old Jho, Admiral Kassius Konstantine                                                                     | Avsnitt. "Empire Day", "Gathering Forces" | [ 115 ] [ 116 ]                 |
| 2015       | Niko and the Sword of Light                       | Chompsky, Swamp Kittens                                                                                                   | | [ 117 ]                         |
| 2021–      | Star Wars: Uslingarna                             | Bad Batch, Kloner | | [ 118 ]                         |

### Filmroller
| År   | Titel                                   | Roll                                         | Noter | Källa                           |
| ---- | --------------------------------------- | -------------------------------------------- | --- | ------------------------------- |
| 1996 | Space Jam                               | Daffy Duck, Tazmanian Devil, Bull            | Första stora röstroll i en långfilm.                                                                                 | [ 17 ] [ 18 ]                   |
| 1997 | Katter dansar inte                      | Kong                                         | | [ 119 ]                         |
| 1999 | My Brother the Pig                      | Pig George                                   | | [ 120 ]                         |
| 2001 | Svanen och trumpeten                    | Louie                                        | | [ 18 ]                          |
| 2001 | Jimmy Neutron: Underbarnet              | Norad Officer                                | | [ 18 ]                          |
| 2004 | Scooby-Doo 2: Monstren är lösa          | 10,000 Volt Ghost, Zombie, Red Eye Skeleton  | live-action röstroller till CG karaktärer                                                                            | [ 18 ]                          |
| 2004 | SvampBob Fyrkant – Filmen               | Phil, Perch Perkins, Floyd, Olika röstroller | | [ 18 ]                          |
| 2005 | Porco Rosso                             |                                              | |                                 |
| 2006 | Asterix och vikingarna                  | Dogmatix, SMS Pigeon                         | | [ 18 ]                          |
| 2006 | Happy Feet                              | Maurice                                      | | [ 18 ]                          |
| 2007 | TMNT                                    | Olika röstroller                             | | [ 121 ]                         |
| 2008 | Star Wars: The Clone Wars               | Clone Troopers, Captain Rex, Cody            | | [ 18 ]                          |
| 2009 | G-Force                                 | Mooch                                        | Animerad live-action film                                                                                            | [ 18 ]                          |
| 2009 | The Haunted World of El Superbeasto     | Nazi Zombie                                  | | [ 18 ]                          |
| 2009 | Astro Boy                               | Trashcan                                     | | [ 18 ]                          |
| 2010 | Varning för vilda djur                  | Djurröster                                   | | [ 18 ]                          |
| 2011 | Thru the Moebius Strip                  | Talking Head                                 | |                                 |
| 2012 | Tingeling – Vingarnas hemlighet         | Olika röstroller                             | | [ 122 ]                         |
| 2012 | Frankenweenie                           | Persephone, Shelly, Colossus, Mr. Whiskers   | Okrediterad | [ 123 ]                         |
| 2013 | Dino Time                               | Dinosaur Noises                              | | [ 18 ]                          |
| 2013 | Khumba                                  | Meerkat Father, Dassies                      | | [ 18 ]                          |
| 2014 | The Boxtrolls                           | Fish, Wheels and Bucket                      | Nominerad-Annie Award for Outstanding Achievement, Voice Acting in an Animated Feature Production, 42nd Annie Awards | [ 124 ] [ 125 ] [ 126 ] [ 127 ] |
| 2014 | Hobbit: Femhäraslaget                   | Djurröster                                   | | [ 112 ] [ 128 ]                 |
| 2015 | SvampBob Fyrkant: Äventyr på torra land | Perch Perkins, Olika röstroller              | | [ 112 ]                         |

### Direkt-till-video och tv-filmer
| År      | Titel                                             | Roll                                                                         | Noter                                                        | Källa           |
| ------- | ------------------------------------------------- | ---------------------------------------------------------------------------- | ------------------------------------------------------------ | --------------- |
| 1998    | The Wacky Adventures of Ronald McDonald           | Sundae                                                                       | Var även med i flera pilotshower och videor för Klasky Csupo | [ 18 ] [ 129 ]  |
| 1998    | Men in White                                      | Subordinate Alien                                                            | Live-action tv-film                                          | [ 130 ]         |
| 1998    | Djungelboken: Mowglis äventyr                     | Bee, Elephant, Turtle 3, Mandrill 2                                          |                                                              | [ 18 ]          |
| 1998    | An All Dogs Christmas Carol                       | Olika röstroller                                                             |                                                              | [ 131 ]         |
| 1999    | Alvin and the Chipmunks Meet Frankenstein         | Tour Guide                                                                   |                                                              | [ 18 ]          |
| 2000    | Tom Sawyer                                        | Rebel, Olika röstroller                                                      | Regisserad av Paul Sabella                                   | [ 18 ]          |
| 2003    | The Fairy Oddparents: Abra Catastrophe            | Sanjay, Bippy, Binky, Fairy Private, Kid #2                                  |                                                              | [ 18 ]          |
| 2003    | Stitch! – Experiment 626                          | David Kawena                                                                 |                                                              | [ 132 ]         |
| 2003    | Djungel-George 2                                  | Water Buffalo, Little Monkey                                                 | Live-action djur                                             | [ 18 ]          |
| 2004    | The Fairly Oddparents: Channel Chasers            | Big Kid, Olika röstroller                                                    |                                                              | [ 18 ]          |
| 2005    | Aloha, Scooby-Doo!                                | Olika röstroller                                                             |                                                              | [ 18 ]          |
| 2005    | Here Comes Peter Cottontail: The Movie            | Chunk                                                                        |                                                              | [ 133 ]         |
| 2006    | Ultimate Avengers                                 | Olika röstroller                                                             |                                                              | [ 134 ]         |
| 2006    | Holly Hobbie and Friends: Surprise Party          | Willy Scranton, Bud Cartwright, Cheddar, Doodles, Bonnet                     |                                                              | [ 18 ]          |
| 2006    | Choose Your Own Adventure: The Abominable Snowman | Bucky                                                                        | Interaktiv DVD-film                                          |                 |
| 2006    | Holly Hobbie and Friends: Christmas Wishes        | Willie Scranton, Doodles, Cheddar, Bonnet, Cider                             |                                                              |                 |
| 2007    | Ben 10: Secret of the Omnitrix                    | Gluto, Wildmutt, Eye Guy, Robotic Lt., Alien Prisoner #1, Automated Security |                                                              | [ 18 ]          |
| 2007    | Pooh's Super Sleuth Christmas Movie               | Buster, Frost                                                                |                                                              | [ 18 ]          |
| 2007    | Ben 10: Race Against Time                         | Wildmutt                                                                     | Live action med CG karaktärer                                | [ 18 ]          |
| 2008    | Dragonlance: Dragons of Autumn Twilight           | Erik, Porthios, Pyros                                                        |                                                              | [ 135 ]         |
| 2008    | Beethovens stora genombrott                       | Djurröster                                                                   | Live-action djur                                             |                 |
| 2009    | Tigger & Pooh and a Musical Too                   | Buster                                                                       |                                                              | [ 136 ]         |
| 2009    | Bionicle: Legenden återuppstår                    | Skrall, Bone Hunters, Vorox                                                  |                                                              |                 |
| 2009    | Ben 10: Alien Swarm                               | Big Chill, Humongousaur                                                      |                                                              | [ 137 ]         |
| 2010    | Scooby-Doo! Abracadabra-Doo                       | Sherman                                                                      |                                                              | [ 18 ]          |
| 2010    | Scooby-Doo! Camp Scare                            | Ranger Knudsen, Woodsman, Fishman, Specter                                   |                                                              | [ 18 ]          |
| 2011    | Phineas och Ferb filmen: Den 2:a dimensionen      | Perry the Platypus, Platyborg                                                |                                                              | [ 18 ]          |
| 2011    | Beethoven's Christmas Adventure                   | Animal Sounds                                                                |                                                              | [ 18 ]          |
| 2012    | Justice League: Doom                              | Officer in charge                                                            |                                                              | [ 18 ]          |
| 2012    | Ben 10: Destroy All Aliens                        | Stinkfly, Wildmutt, Cash, Carl Tennyson                                      |                                                              | [ 18 ]          |
| 2012    | Superman vs. The Elite                            | Atomic Skull                                                                 |                                                              | [ 18 ]          |
| 2012–13 | The Dark Knight Returns                           | Don                                                                          |                                                              | [ 18 ]          |
| 2013    | Scooby-Doo! Mask of the Blue Falcon               | Hideous Hyde Hound, Horten, Minotaur                                         |                                                              | [ 138 ]         |
| 2013    | Iron Man & Hulk: Heroes United                    | Zzzax, Dr. Cruler                                                            |                                                              | [ 18 ] [ 139 ]  |
| 2013    | Scooby-Doo! Adventures: The Mystery Map           | Ye Phantom Parrot, Stu                                                       |                                                              | [ 18 ]          |
| 2013    | Justice League: The Flashpoint Paradox            | Etrigan                                                                      |                                                              | [ 18 ]          |
| 2013    | Monsterous Holiday                                | Mold Monster, Football Player                                                |                                                              | [ 18 ]          |
| 2013    | Toy Story of Terror                               | Mr. Jones                                                                    | TV-special                                                   | [ 18 ]          |
| 2014    | Justice League: War                               | Parademons                                                                   |                                                              | [ 18 ]          |
| 2014    | Son of Batman                                     | Man-Bats                                                                     |                                                              | [ 18 ]          |
| 2014    | Scooby-Doo! Frankencreepy                         | Mr. Burger, Ci Magnus                                                        |                                                              | [ 18 ]          |
| 2014    | Tom and Jerry: The Lost Dragon                    | Buster and Elf Boy                                                           |                                                              | [ 18 ]          |
| 2014    | Iron Man & Captain America: Heroes United         | Dr. Cruler, Hydra Trooper                                                    |                                                              | [ 18 ]          |
| 2014    | Lego Batman: Be-Leaguered                         | Aquaman, Man-Bat                                                             |                                                              | [ 140 ]         |
| 2014    | We Wish You a Merry Walrus                        | Yarr, Enrique, Puffles                                                       |                                                              | [ 141 ] [ 142 ] |

### Röstroller inom datorspel
| År   | Titel                                                    | Roll | Noter                                                        | Källa                   |
| ---- | -------------------------------------------------------- | --- | ------------------------------------------------------------ | ----------------------- |
| 1998 | Baldur's Gate                                            | |                                                              | [ 143 ]                 |
| 2000 | Alundra 2                                                | Mephisto, Ratcliffe/Belgar, Mutox, Pirate D                                                                                         |                                                              | [ 144 ]                 |
| 2000 | Ground Control                                           | |                                                              | [ 145 ]                 |
| 2000 | Spider-Man                                               | Carnage, Rhino, J. Jonah Jameson, Daredevil, The Lizard                                                                             |                                                              | [ 18 ]                  |
| 2000 | Ground Control: Dark Conspiracy                          | Deacon Stone |                                                              | [ 146 ]                 |
| 2001 | Fallout Tactics: Brotherhood of Steel                    | VO Talent |                                                              | [ 147 ]                 |
| 2001 | Spider-Man 2: Enter Electro                              | Electro, Hyper-Electro, Lizard, Dr. Connors, Hammerhead, The Beast, Computer 3, Thug                                                |                                                              | [ 18 ]                  |
| 2001 | Metal Gear Solid 2: Sons of Liberty                      | SEAL |                                                              | [ 18 ]                  |
| 2002 | JumpStart Advanced Preschool                             | Frankie |                                                              | [ 148 ]                 |
| 2002 | Bloody Roar: Primal Fury                                 | Olika röstroller |                                                              | [ 149 ]                 |
| 2002 | Soldier of Fortune II: Double Helix                      | Alex 'Skip' Larson |                                                              | [ 150 ]                 |
| 2002 | Kingdom Hearts                                           | Wakka |                                                              | [ 18 ]                  |
| 2002 | Treasure Planet: Battle at Procyon                       | Arcturian Crew, Human Crew, Robot Crew                                                                                              |                                                              | [ 151 ]                 |
| 2002 | Metal Gear Solid 2: Substance                            | SEALs |                                                              | [ 152 ]                 |
| 2002 | Spyro: Enter the Dragonfly                               | Olika röstroller |                                                              | [ 153 ]                 |
| 2002 | The Powerpuff Girls: Relish Rampage                      | Male Child, Male Child 4, Monkey Man 1, Picklord Soldier 3, Robber 2                                                                |                                                              | [ 154 ] [ 155 ]         |
| 2002 | Star Trek: Starfleet Command III                         | Romulan Officer |                                                              | [ 156 ]                 |
| 2003 | Tenchu: Wrath of Heaven                                  | Engelskdubbade röstroller |                                                              | [ 157 ]                 |
| 2003 | Arc the Lad: Twilight of the Spirits                     | Densimo |                                                              | [ 18 ]                  |
| 2003 | Lionheart: Legacy of the Crusader                        | Voiceover Cast |                                                              | [ 158 ]                 |
| 2003 | Extreme Skate Adventure                                  | Voice Talent |                                                              | [ 159 ]                 |
| 2003 | Hunter: The Reckoning: Wayward                           | Devin, Nephrack, Werewolf |                                                              | [ 160 ]                 |
| 2003 | Star Wars Jedi Knight: Jedi Academy                      | Jedi 2, Reborn 3, Rockettrooper Officer, Noghri                                                                                     |                                                              | [ 161 ]                 |
| 2003 | Viewtiful Joe                                            | Viewtiful Joe |                                                              | [ 162 ]                 |
| 2003 | The Haunted Mansion                                      | Olika röstroller |                                                              | [ 163 ]                 |
| 2003 | SOCOM II: U.S. Navy SEALs                                | Euro Merc, Olika röstroller |                                                              | [ 164 ]                 |
| 2003 | The Hobbit                                               | Olika röstroller |                                                              | [ 165 ]                 |
| 2003 | Final Fantasy X-2                                        | Lord Braska, Benzo, Ayde Ronso |                                                              | [ 166 ] [ 167 ]         |
| 2003 | I-Ninja                                                  | Sensei |                                                              | [ 168 ]                 |
| 2004 | Fallout: Brotherhood of Steel                            | Ching Tsun, Wasteland Man, City Ghoul Civilian                                                                                      |                                                              | [ 169 ]                 |
| 2004 | Champions of Norrath: Realms of EverQuest                | Cast |                                                              | [ 170 ]                 |
| 2004 | Onimusha Blade Warriors                                  | Gogandantess |                                                              | [ 171 ]                 |
| 2004 | Onimusha 3: Demon Siege                                  | Heihachiro Honda, Gargant |                                                              | [ 18 ]                  |
| 2004 | Tales of Symphonia                                       | Olika röstroller |                                                              | [ 172 ]                 |
| 2004 | Doom 3                                                   | Olika röstroller |                                                              | [ 173 ]                 |
| 2004 | Shellshock: Nam '67                                      | Psycho; US Soldiers, Pilots and Prisoners                                                                                           |                                                              | [ 174 ]                 |
| 2004 | Call of Duty: United Offensive                           | Private Kippel, Van Dyke, German Soldier                                                                                            |                                                              | [ 18 ]                  |
| 2004 | X-Men Legends                                            | Multiple Man, Nightcrawler, Mutant Prisoner, Morlock Guard, Cyborg Sentinel                                                         |                                                              | [ 18 ]                  |
| 2004 | Shark Tale                                               | Additional Tenant Fish |                                                              | [ 175 ]                 |
| 2004 | Halo 2                                                   | Gravemind |                                                              | [ 18 ] [ 176 ]          |
| 2004 | Vampire: The Masquerade – Bloodlines                     | Bertram Tung |                                                              | [ 177 ] [ 178 ]         |
| 2004 | Viewtiful Joe 2                                          | Joe |                                                              | [ 18 ]                  |
| 2004 | Slaget om Midgård – Härskarringen                        | Orcs, Cattle |                                                              | [ 179 ]                 |
| 2005 | Robots                                                   | Voices |                                                              | [ 180 ]                 |
| 2005 | Ape Escape: On the Loose                                 | Specter, Knight, Old Man, Child |                                                              | [ 18 ]                  |
| 2005 | Madagascar                                               | Mort, Little Boy |                                                              | [ 18 ]                  |
| 2005 | Samurai Western                                          | Keeler, Kyril, Nathanael, Nathan |                                                              | [ 181 ]                 |
| 2005 | Destroy All Humans!                                      | Chicken, Cow |                                                              | [ 18 ]                  |
| 2005 | Tak: The Great Juju Challenge                            | Crug, Dark Juju |                                                              | [ 18 ]                  |
| 2005 | X-Men Legends II: Rise of Apocalypse                     | Nightcrawler |                                                              | [ 18 ]                  |
| 2005 | The Nightmare Before Christmas: Oogie's Revenge          | Barrel, Clown with the Tear Away Face, Hanging Tree                                                                                 |                                                              | [ 182 ]                 |
| 2005 | Codename: Kids Next Door – Operation: V.I.D.E.O.G.A.M.E. | Numbuh Four, Delightful Children from Down the Lane (DCFDTL), Toiletnator                                                           |                                                              | [ 183 ]                 |
| 2005 | SpongeBob SquarePants: Lights, Camera, Pants!            | Squilliam, Kevin C. Cucumber, Bubble Bass, Don the Whale, Cannonball Jenkins                                                        |                                                              | [ 18 ]                  |
| 2005 | Viewtiful Joe: Red Hot Rumble                            | Joe |                                                              |                         |
| 2005 | Kingdom of Paradise                                      | Gikyo |                                                              | [ 184 ]                 |
| 2006 | Neopets: Petpet Adventures: The Wand of Wishing          | Deep Male NPC, Cyodrake, Dragoyle King, Other                                                                                       |                                                              | [ 18 ]                  |
| 2006 | Da Vinci Code                                            | Olika röstroller |                                                              | [ 185 ]                 |
| 2006 | X-Men: The Official Game                                 | Olika röstroller |                                                              | [ 186 ]                 |
| 2006 | Teen Titans                                              | Cinderblock, Plasmus, Ternion |                                                              | [ 18 ] [ 187 ]          |
| 2006 | Avatar: The Last Airbender                               | Appa, Momo, Olika röstroller |                                                              | [ 188 ]                 |
| 2006 | SpongeBob SquarePants: Creature from the Krusty Krab     | Old Man Jenkins |                                                              |                         |
| 2006 | Marvel: Ultimate Alliance                                | Nightcrawler |                                                              | [ 18 ]                  |
| 2006 | Gears of War                                             | Locust Drone A, Theron Guard, Berserker, RAAM                                                                                       | Framfördes i Video Games Live under San Diego Comic-Con 2008 | [ 18 ] [ 189 ]          |
| 2006 | Happy Feet                                               | Elephant Seal #2, Alpha Skua, Maurice                                                                                               |                                                              | [ 18 ]                  |
| 2006 | Ringarnas Herre: Slaget om Midgård II                    | Orker |                                                              | [ 190 ]                 |
| 2007 | Gurumin: A Monstrous Adventure                           | Rocko, Digby, Puchi |                                                              | [ 191 ] [ 192 ]         |
| 2007 | The Darkness                                             | Insane Darkling |                                                              | [ 18 ]                  |
| 2007 | Halo 3                                                   | Gravemind |                                                              | [ 18 ]                  |
| 2007 | Avatar: The Last Airbender – The Burning Earth           | Appa, Momo |                                                              |                         |
| 2007 | Clive Barker's Jericho                                   | Olika röstroller |                                                              | [ 193 ] [ 194 ]         |
| 2007 | Cars Mater-National Championship                         | Otto von Flasenbottom |                                                              | [ 195 ]                 |
| 2008 | No More Heroes                                           | Letz Shake, Weller |                                                              | [ 18 ]                  |
| 2008 | Spore                                                    | Creature vocal effects |                                                              | [ 196 ] [ 197 ]         |
| 2008 | De Blob                                                  | Blob, The Prof, Dif, INKY:s |                                                              | [ 198 ]                 |
| 2008 | Avatar: The Last Airbender – Into the Inferno            | Appa, Momo, Hog Monkeys |                                                              | [ 18 ]                  |
| 2008 | SpongeBob SquarePants featuring Nicktoons: Globs of Doom | Bubble Bass, Glbulous Maximus, Old Hermit Crab                                                                                      |                                                              | [ 18 ]                  |
| 2008 | Ben 10: Alien Force                                      | Humungousaur, Jet Ray, Swampfire, Big Chill, Spidermonkey, PickAxe Alien, DNAlien                                                   |                                                              | [ 18 ]                  |
| 2008 | Gears of War 2                                           | RAAM, Theron Guard, Locust Drone, Sires                                                                                             |                                                              | [ 18 ]                  |
| 2009 | Cartoon Network Universe: FusionFall                     | Numbuh 4, Toilenator, Echo Echo |                                                              |                         |
| 2009 | Star Wars: The Clone Wars – Republic Heroes              | Clone Troopers, Captain Rex, Clone Commanders, Sergeant Kano                                                                        |                                                              | [ 199 ]                 |
| 2009 | Cars Race-O-Rama                                         | Olika röstroller |                                                              | [ 200 ]                 |
| 2009 | Ben 10 Alien Force: Vilgax Attacks                       | Big Chill, Brainstorm, Cannon Bolt, Olika röstroller                                                                                |                                                              | [ 18 ]                  |
| 2009 | Star Wars The Force Unleashed: Ultimate Sith Edition     | Boba Fett |                                                              | [ 18 ]                  |
| 2009 | Left 4 Dead 2                                            | Infected, Jockey, Spitter |                                                              | [ 18 ]                  |
| 2010 | Dante's Inferno                                          | Death, Tameable Rider |                                                              | [ 201 ]                 |
| 2010 | StarCraft II: Wings of Liberty                           | Olika röstroller |                                                              | [ 202 ]                 |
| 2010 | Batman: The Brave and the Bold – The Videogame           | Clock King, Copperhead |                                                              | [ 203 ]                 |
| 2010 | Ben 10 Ultimate Alien: Cosmic Destruction                | Swampfire, Humungousaur, Big Chill, Spidermonkey, Echo Echo, Olika röstroller                                                       |                                                              | [ 18 ]                  |
| 2010 | Star Wars: The Force Unleashed II                        | Boba Fett, Baron Tarko |                                                              | [ 18 ]                  |
| 2010 | Marvel Super Hero Squad: The Infinity Gauntlet           | Annihilus |                                                              | [ 18 ]                  |
| 2011 | Lego Star Wars III: The Clone Wars                       | Clones, Olika röstroller |                                                              | [ 18 ]                  |
| 2011 | Portal 2                                                 | Atlas, P-Body |                                                              | [ 18 ]                  |
| 2011 | Shadows of the Damned                                    | Demons |                                                              | [ 18 ]                  |
| 2011 | Gears of War 3                                           | Theron Guard, Locust Drone |                                                              | [ 18 ]                  |
| 2011 | Rage                                                     | Olika röstroller |                                                              | [ 204 ]                 |
| 2011 | Batman: Arkham City                                      | Ra's al Ghul |                                                              | [ 205 ]                 |
| 2011 | Ben 10: Galactic Racing                                  | Swampfire, Ultimate Cannonbolt, Ultimate Humongousaur, Big Chill, Spidermonkey, Fasttrack, Ultimate Echo Echo, AmpFibian, HeatBlast |                                                              | [ 18 ]                  |
| 2011 | Star Wars: The Old Republic                              | Olika röstroller |                                                              | [ 206 ]                 |
| 2012 | Kinect Star Wars                                         | Fode & Beed, Boba Fett, Trandoshan Commando, Felucian Farmers, Battle Droids                                                        |                                                              | [ 18 ]                  |
| 2012 | Diablo III                                               | Monster Voice Effects |                                                              | [ 207 ]                 |
| 2012 | Ben 10: Omniverse                                        | Psyphon, Wildmutt, Wildvine, Ants, Cyber Ants, Queen Ant, Spiders                                                                   |                                                              | [ 18 ]                  |
| 2013 | Kingdom Hearts HD 1.5 Remix                              | Wakka |                                                              | [ 208 ]                 |
| 2013 | Lego Marvel Super Heroes                                 | Mister Fantastic, Sandman, Doctor Octopus                                                                                           |                                                              | [ 209 ] [ 210 ]         |
| 2013 | Ben 10: Omniverse 2                                      | Astrodactyl, Big Chill, Crashhopper                                                                                                 |                                                              | [ 18 ]                  |
| 2014 | The Legend of Korra                                      | Naga, 3 Spirits |                                                              | [ 18 ]                  |
| 2014 | Lego Batman 3: Beyond Gotham                             | Brainiac |                                                              | [ 211 ] [ 212 ] [ 213 ] |
| 2014 | World of Warcraft: Warlords of Draenor                   | Olika röstroller |                                                              | [ 214 ]                 |
| 2015 | Saints Row: Gat out of Hell                              | Demons |                                                              | [ 18 ] [ 215 ]          |